# Квичак
Квичак (устар. Куиток, англ. Kvichak River) — река на юго-западе штата Аляска, США. Берёт начало вытекая из озера Илиамна, течёт в юго-западном направлении и впадает в залив Квичак, который является частью более крупного Бристольского залива Берингова моря. На берегах реки расположены деревни Игугик и Левелок. Длина реки составляет 80 км.
Река Квичак является судоходной на всём своём течении и может быть использована как короткий путь для лодок из залива Кука в Бристольский залив (волоком и через озеро Илиамна).